# Gushu, Anhui
Gushu (kinesiska: 姑熟) är en köping i östra Kina. Den ligger i Dangtu härad i staden Ma'anshan i provinsen Anhui, omkring 120 kilometer öster om provinshuvudstaden Hefei.